# Śrutownik

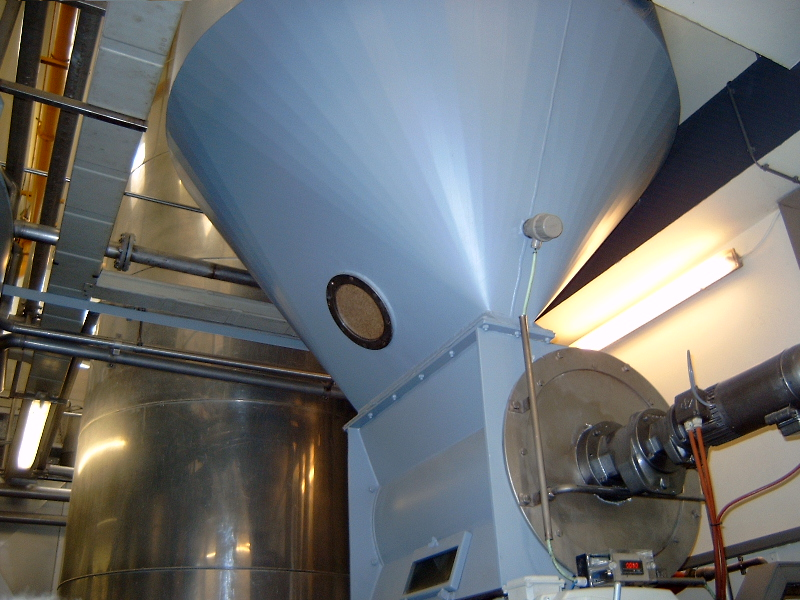
Młyn browarniany

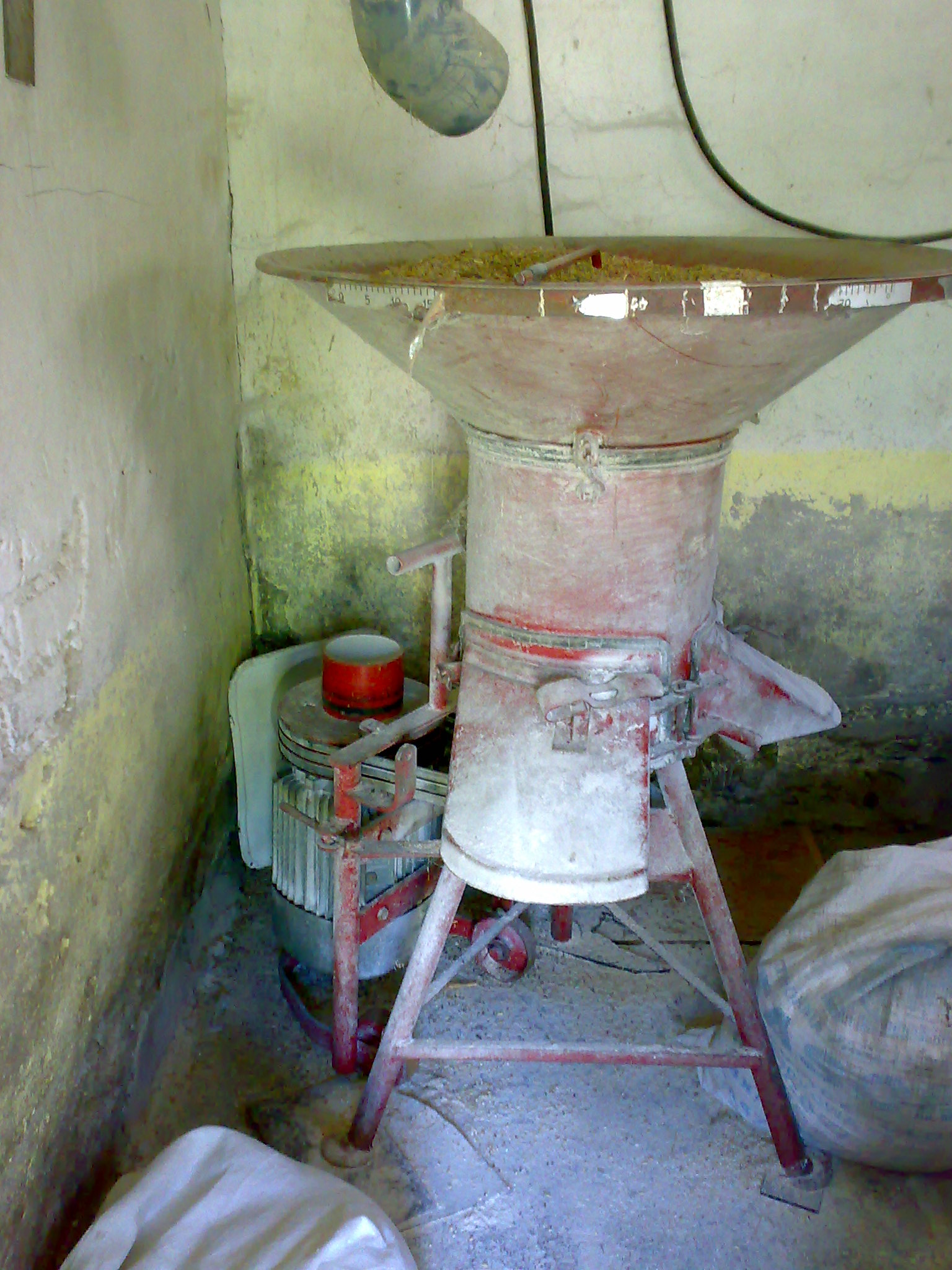
Śrutownik Bąk

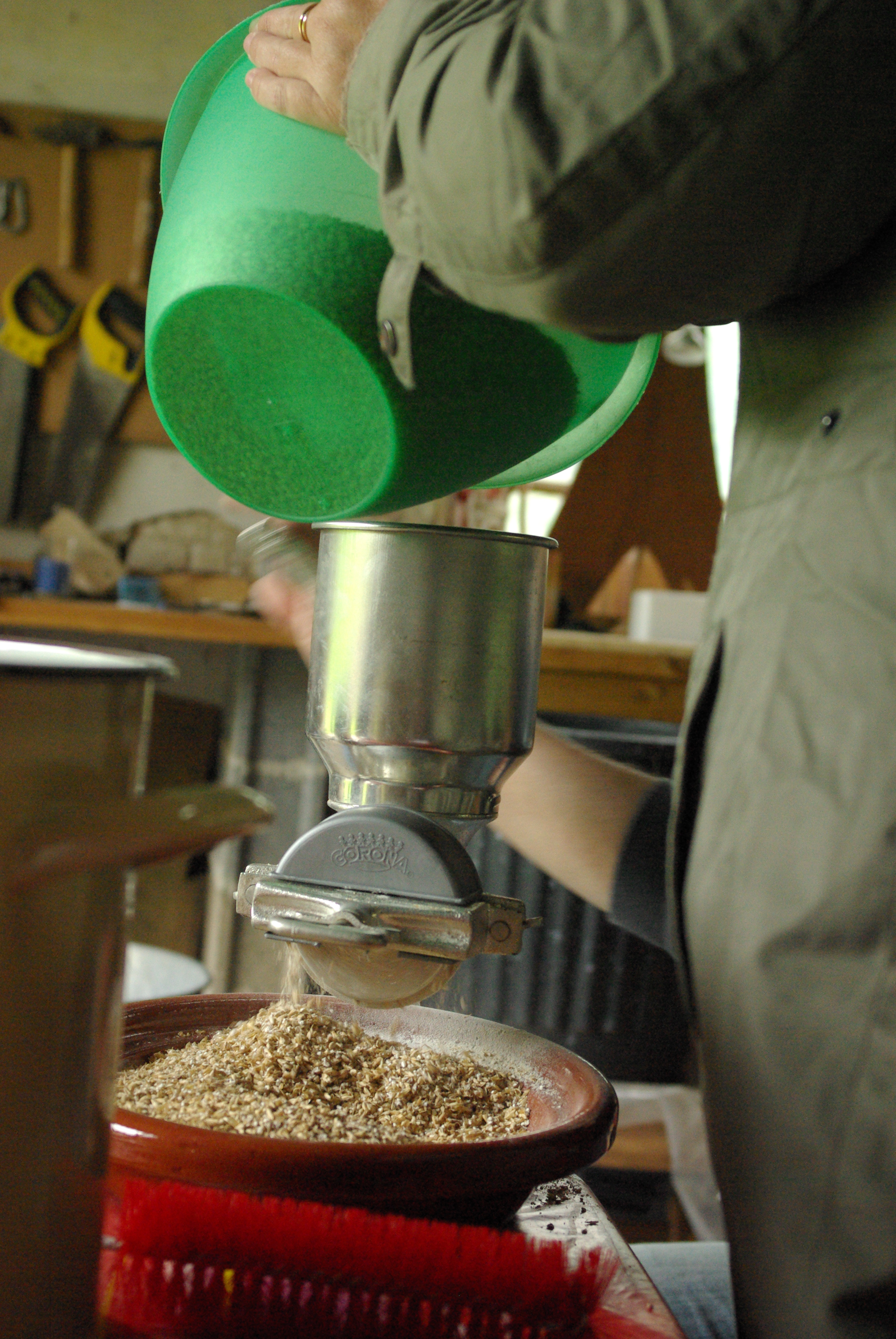
Śrutownik ręczny w piwowarstwie domowym

Śrutownik – maszyna do rozdrabniania zboża.
Śrutowniki służą do śrutowania ziarna zbóż. Efektem finalnym jest śruta, mająca zastosowanie w piwowarstwie do wyrobu piwa lub jako pasza dla zwierząt hodowlanych. W przemyśle piwowarskim śrutowniki zwane są również młynem, natomiast w rolnictwie – rozdrabniaczem pasz.

## Śrutowniki w rolnictwie
Rozróżnia się śrutowniki:
- żarnowe – dwa kamienie (dolny stały, górny obrotowy) rozdrabniają wpadające między nie zboże. Zwykle obracane były ręcznie.
- kamieniowe – dwa kamienie o regulowanej odległości między nimi, jeden stały, drugi ruchomy o poziomej osi obrotu z podajnikiem ślimakowym poddającym ziarno. Rozdrabniają (ścierają) wpadające między nie zboże. Stopień rozdrobnienia ziarna zależy od ustawienia odległości pomiędzy kamieniami. Z reguły napędzane maszynowo.
- bijakowe – zespół bijaków (metalowych płyt) obracających się szybko na wale. Bijaki uderzając z dużą energią w ziarno powodują jego rozdrobnienie. Stopień rozdrobnienia ziarna zależy od wielkości oczek sita w obudowie śrutownika. Z reguły obracane maszynowo.

Uważa się, że śrutowniki kamieniowe dają lepszą paszę niż bijakowe. Ważne, aby ziarna zbóż były suche; gdy są mokre, podczas ścierania wzrasta ich temperatura, co może doprowadzić do uszkodzenia śrutownika.